# Güntersdorf (Schlüsselfeld)
Güntersdorf ist ein Gemeindeteil der Stadt Schlüsselfeld im Landkreis Bamberg (Oberfranken, Bayern). Güntersdorf liegt in der Gemarkung Elsendorf.

## Geografie
Das Weiler liegt am Nordufer der Reichen Ebrach und ist von Acker- und Grünland umgeben. Die Staatsstraße 2260 verläuft über Attelsdorf nach Schlüsselfeld (4,7 km westlich) bzw. an Volkersdorf vorbei nach Wachenroth (2,2 km östlich). Eine Gemeindeverbindungsstraße verläuft zu einer Gemeindeverbindungsstraße (0,8 km nordwestlich) zwischen Possenfelden und Reumannswind.

## Geschichte
Der Ort wurde in der ersten Hälfte des 14. Jahrhunderts erstmals urkundlich erwähnt.
Gegen Ende des 18. Jahrhunderts gab es in Güntersdorf 2 Anwesen. Das Hochgericht übte das bambergische Centamt Wachenroth aus. Die Dorf- und Gemeindeherrschaft hatte das Kastenamt Wachenroth. Grundherren waren das Kastenamt Wachenroth (1 Mühle) und die Schönborn’sche Herrschaft Pommersfelden (1 Gut).
Im Rahmen des Gemeindeedikts wurde Güntersdorf dem 1808 gebildeten Steuerdistrikt Elsendorf und der im selben Jahr gebildeten Ruralgemeinde Elsendorf zugewiesen. Ein Anwesen unterstand in der freiwilligen Gerichtsbarkeit dem Patrimonialgericht Pommersfelden (bis 1848).
Am 1. Mai 1978 wurde Güntersdorf im Zuge der Gebietsreform in die Stadt Schlüsselfeld eingegliedert.

### Einwohnerentwicklung
| Jahr      | 001819 | 001861 | 001871 | 001885 | 001900 | 001925 | 001950 | 001961 | 001970 | 001987 | 002019 | 002022 |
| Einwohner | *      | 15     | 20     | 19     | 20     | 27     | 23     | 22     | 23     | 18     | 22     | 20     |
| Häuser    |        |        |        | 3      | 3      | 4      | 4      | 4      |        | 4      |        |        |
| Quelle    | [ 9 ]  | [ 10 ] | [ 11 ] | [ 12 ] | [ 13 ] | [ 14 ] | [ 15 ] | [ 16 ] | [ 17 ] | [ 18 ] |        | [ 1 ]  |

## Religion
Der Ort ist römisch-katholisch geprägt und war ursprünglich nach St. Gertrud (Wachenroth) gepfarrt, seit Mitte des 19. Jahrhunderts war die Pfarrei St. Johannes Baptista (Schlüsselfeld) zuständig, seit Mitte des 20. Jahrhunderts ist es die Pfarrkuratie St. Laurentius (Elsendorf). Die Einwohner evangelisch-lutherischer Konfession sind in die Schlosskirche (Weingartsgreuth) gepfarrt.